# 22908 Bayefsky-Anand
22908 Bayefsky-Anand (1999 TK27) là một tiểu hành tinh vành đai chính được phát hiện ngày 3 tháng 10 năm 1999 bởi nhóm nghiên cứu tiểu hành tinh gần Trái Đất phòng thí nghiệm Lincoln ở Socorro.